# 애니밴드
《애니밴드》(AnyBand)는 2007년 11월 8일에 출시된 광고 프로젝트 그룹 애니밴드의 EP이다. 타이틀 곡은 "TPL (Talk Play Love)"이며, 그 밖에 "Promise You"가 수록되었다. 에픽 하이의 리더 타블로가 두 곡 모두 작사, 작곡, 프로듀싱을 담당하였다. 이후 11월 27일에 재발매된 디지털 음반에는 노래 "Day Dream"이 추가되었다.
프로젝트 밴드 애니밴드(AnyBand)는 삼성전자의 휴대 전화 브랜드 애니콜의 홍보 목적으로 구성한 밴드로, 애니스타에 이은 또 다른 것이다. 동방신기의 김준수, 진보라, 보아, 에픽하이의 타블로로 구성되었다.

## 구성원
- 보아
- 시아준수
- 타블로
- 진보라

## 뮤직 비디오
본 곡의 뮤직비디오 역시 하나의 뮤직 드라마 형식으로 눈길을 끌었다. "획일화된 세상, 대화가 통제되고, 웃음이 사라지고, 개성이 억압된 사회에서 4명의 젊은 뮤지션이 음악을 통해 사람의 억눌린 자유와 감정을 해방시키고자 결의를 다진 후, 휴대전화로 교신을 하여 비밀리에 세상을 바꾸려고 하는 애니밴드는 도심 속에서의 콘서트를 통해 그들은 'Talk Play Love'의 메시지를 세상에 전파하고, 사람들이 휴대전화를 통해 그 선율이 도시 전체에 울려 퍼지게 된다"는 내용을 담고 있다.

## 수록곡
1. "TPL (Talk Play Love)"
2. "Promise You"
3. "TPL (Talk Play Love)" - Instrumental
4. "Promise You" - Instrumental

### 재발매판 수록곡
1. "TPL (Talk, Play, Love)"
2. "Promise You"
3. "Daydream" (27일 애니밴드 콘서트에서 발표된 곡)
4. "TPL (Talk Play Love)" -Instrumental-
5. "Promise You" -Instrumental-